# Thoreau (Nuevo México)
Thoreau es un lugar designado por el censo ubicado en el condado de McKinley en el estado estadounidense de Nuevo México. En el Censo de 2010 tenía una población de 1865 habitantes y una densidad poblacional de 45,25 personas por km².

## Geografía
Thoreau se encuentra ubicado en las coordenadas 35°25′19″N 108°13′34″O / 35.42194, -108.22611. Según la Oficina del Censo de los Estados Unidos, Thoreau tiene una superficie total de 41.22 km², de la cual 41.21 km² corresponden a tierra firme y (0.01%) 0.01 km² es agua.

## Demografía
Según el censo de 2010, había 1865 personas residiendo en Thoreau. La densidad de población era de 45,25 hab./km². De los 1865 habitantes, Thoreau estaba compuesto por el 15.44% blancos, el 0.32% eran afroamericanos, el 79.84% eran amerindios, el 0.11% eran asiáticos, el 0.32% eran isleños del Pacífico, el 2.09% eran de otras razas y el 1.88% pertenecían a dos o más razas. Del total de la población el 7.94% eran hispanos o latinos de cualquier raza.